# Puharjeva ulica
Puharjeva ulica (deutsch: Puhargasse) ist der Name einer Straße in Ljubljana, der Hauptstadt Sloweniens, im Stadtteil Ajdovščina (Stadtbezirk Center). Sie ist benannt nach dem slowenischen Erfinder und Priester Janez Avguštin Puhar / Johann Augustin Pucher (1814 bis 1964). 

## Geschichte
Die Puharjeva ulica hieß bis 1923 Coliseumgasse/Kolizéjske ulice nach dem ehemaligen Laibacher Coliseum.

## Lage
Die Straße beginnt als Fußweg an der Slovenska cesta und durchquert den Park der Slowenischen Reformation nach Westen. Dann wird sie bis zur Bleiweisova cesta zur Fußgänger- und Fahrstraße.

## Abzweigende Straßen
Die Puharjeva ulica berührt folgende Straßen und Orte (von Westen nach Osten): Župančičeva ulica und Prežihova ulica.

## Bauwerke und Einrichtungen
Die wichtigsten Bauwerke und Einrichtungen von kulturellem Interesse entlang der Straße sind von Osten nach Westen:
- Park der Slowenischen Reformation
- Slowenische Nationalgalerie